# 中岩曲
中岩曲，是中国长江流域的一条河流，汇入金沙江右岸，属于金沙江水系。河长141千米，流域面积2300平方千米，年均流量8立方米每秒。自然落差2053米。水能理论蕴藏量7万千瓦。